# NGC 7047
NGC 7047 هي مجرة حلزونية متوسطة تبعد حوالي 267 مليون سنة ضوئية تقع في كوكبة الدلو. تصنف كمجرة من نوع لينر ويبلغ قطرها ما يقارب نحو 127,350 سنة ضوئية. اكتشفت من قبل عالم الفلك الفرنسي إدوارد ستيفان في 20 أغسطس 1873. وفي عام 2009 تم العثور على مستعر أعظم في المجرة.

## وصلات خارجية
- NGC 7047 على موقع ويكي سكاي: DSS2, SDSS, GALEX, IRAS, Hydrogen α, X-Ray, Astrophoto, Sky Map, Articles and images